# Maniac (film, 2012)
Pour les articles homonymes, voir Maniac et Maniac (film, 1980).
Pour plus de détails, voir Fiche technique et Distribution.
Maniac est un thriller horrifique franco-américain réalisé par Franck Khalfoun, sorti en 2012.
Ce long-métrage est un remake du film du même nom réalisé par William Lustig et sorti en 1980, réécrit par Alexandre Aja et Grégory Levasseur. Le film est présenté au Festival de Cannes 2012 en Sélection Officielle Hors Compétition.
Il présente la particularité d'être principalement (mais pas intégralement) filmé en caméra subjective pour placer le spectateur dans la peau du tueur.

## Synopsis
À Los Angeles, un tueur recherche ses victimes sur Internet. Frank Zito, au volant de sa voiture, guette sa nouvelle victime à l'extérieur d'une boîte de nuit. Décidant de la suivre, il la tue sauvagement devant l'entrée de son appartement, avant de la scalper brutalement et de laisser le corps là où il est.
Propriétaire d'une boutique de mannequins, Frank est un homme plutôt timide à première vue. Il utilise notamment sa timidité et sa gentillesse pour discuter sur les sites de rencontres, où il fait la connaissance d'une jeune femme portant le pseudo de RedLucie86. Cette dernière désire une photo de lui. Frank s'exécute et montre une photo de lui souriant : c'est la seule photo le montrant ainsi. Plus tard, il retrouve Lucie au restaurant pour un dîner en tête à tête. Mais en plein rendez-vous, Frank ne se sent pas bien : il est pris de crises de migraine suivies d'angoisses. Ceci arrive juste après que la fille lui ait demandé « pourquoi es-tu toujours célibataire? ». Il se rend dans les toilettes pour tenter de se calmer. La soirée terminée, Lucie s'étant attachée à lui l'invite à passer la nuit chez elle. Dans l'appartement de Lucie, celle-ci tente de le séduire et d'établir une relation sexuelle. Alors que Frank est sur le lit et que la chanson Goodbye Horses résonne, il essaye de se contrôler et d'avoir un rapport. Mais devant le miroir, il se retrouve une nouvelle fois face à lui-même et finit par assassiner sauvagement Lucie, sa schizophrénie ayant repris le dessus. Remarquant l'erreur qu'il a commise, il commence à ne plus se sentir bien et scalpe sa nouvelle victime, comme un moyen de se pardonner à lui-même.
Sa vie dans la boutique de mannequins est des plus tristes, il ne réalise pas que sa femme n'est qu'un mannequin sur lequel il agrafe les scalps de ses victimes. Il est seul et tente de protéger sa collection de "petites amies", notamment des mouches.
Alors que la boutique est fermée, il rencontre à l'extérieur Anna, une jeune photographe qui souhaite faire une exposition sur des mannequins. Frank tente d'être gentil et lui propose de visiter la boutique. Anna lui explique son projet et demande de l'aide à Frank, bien qu'elle ne le connaisse pas encore.
Cependant, Frank Zito n'en a pas fini avec ses pulsions car après chaque frustration, il commet un meurtre pour extérioriser ses pulsions salvatrices qui le poussent à tuer atrocement une jeune femme dans un parking après avoir pris soin de la poursuivre et de la terroriser dans un métro poisseux et vide de toute personne. Sa maladie prend une nouvelle ampleur lorsqu'il revoit sa mère se faire abuser par des hommes devant un Frank encore très jeune.
Le lendemain, le corps est retrouvé par la police mais Frank se doute qu'ils ne le soupçonnent pas. Sa vie paraît très malheureuse. Il continue de guetter ses victimes au volant de sa voiture.
Très vite, il revoit de plus en plus la jeune photographe et sort régulièrement avec. Il est tombé amoureux, et elle devient une obsession pour lui. Ils se réunissent dans un parc et apprennent à mieux se connaître. Puis ils sortent ensemble au cinéma, où ils voient un film d'horreur dans lequel Frank parvient à se reconnaître malgré lui. À la fin du film, Frank est content que le film se termine par une happy end. Anna, connaissant de mieux en mieux le jeune homme, sent à quel point il se sent très seul.
Le soir de l'exposition a finalement lieu et c'est un véritable succès. Anna remercie Frank pour les mannequins et lui présente des amies, dont Rita, son agent. Rita voudrait lui acheter des mannequins pour un artiste qu'elle connait qui les détruirait. Frank est offusqué et ne se sent pas bien. Il se précipite dans les toilettes. Alors qu'il tente de se calmer, le compagnon d'Anna le soupçonne d'être gay, ce que Frank contredit par un simple « Je suis pas pédé ! » Frank prend très mal le fait qu'Anna a un petit ami.
Alors que Rita décide de rentrer chez elle, Frank la suit en cachette. Sur la route, il revoit encore sa mère dans ses crises de folie. Chez elle, Rita prend un bain et Frank la fixe calmement avant de tenter de la noyer de manière abominable lorsque cette dernière le remarque. Finalement, l'appelant sans arrêt « Maman », il l'attache, la fait souffrir puis la scalpe vivante. C'est le meurtre le plus violent que Frank Zito ait pu faire.
À la suite de ce meurtre, Anna demande du réconfort auprès de Frank car Rita était une amie chère. Frank traverse toute la ville pour venir la voir et tente de la rassurer d'autant plus qu'elle n'en finit pas de se sentir coupable pour ce qui s'est passé. Cependant, ses paroles vont trop loin et révèlent à Anna que Frank est le meurtrier et qu'il a déjà tué plusieurs fois. Bien qu'il tente de s'expliquer, elle le rejette. Entendant les cris d'Anna, un voisin agresse Frank pour la défendre, mais le tueur l'emporte. Il se dirige dans la salle de bain pour retrouver la photographe : elle parvient à le blesser en se protégeant avec un couteau, mais Frank la maîtrise de force. Il l'enferme dans son camion puis prend la route. Anna reprend connaissance durant le trajet. Alors que Frank va vérifier si elle va bien, elle le poignarde avec une main de mannequin et prend la fuite. Frank tente désespérément de la rattraper pour tout lui expliquer : il ne souhaite pas la perdre. Finalement, elle entre dans la voiture d'un passant et renverse Frank, mais elle se tue au volant. Frank, lui, a survécu. Devant le corps de la femme qu'il aime, il ne refuse pas sa mort et décide de la scalper pour lui permettre d'être ensemble. Il lui promet.
Dans sa boutique, Frank épouse le mannequin ayant l'apparence d'Anna et, ne voyant pas la différence entre la vraie femme et le mannequin, l'emmène dans sa chambre. Mais il est encore victime de ses hallucinations schizophrènes. En effet, ses petites amies découvrent que Frank les trompe pour la photographe et ne le lui pardonnent pas. Sa folie prend un nouveau tournant quand il assiste à sa propre mort : il se fait démembrer par ses anciennes victimes, puis sous l’œil de sa femme imaginaire, se fait arracher le visage pour ne devenir qu'un vulgaire mannequin à son tour.
En vérité, les policiers l'ont finalement retrouvé mais sont arrivés trop tard : Frank Zito a succombé à ses blessures réelles.

## Fiche technique
- Titre original et français : Maniac
- Réalisation : Franck Khalfoun
- Scénario : Alexandre Aja, Grégory Levasseur et C.A. Rosenberg d'après le script de Joe Spinell
- Musique : Rob (Robin Coudert)
- Direction artistique : Dooner
- Décors : Stefania Cella
- Costumes : Mairi Chisholm
- Photographie : Maxime Alexandre
- Montage : Baxter et Franck Khalfoun
- Production : Alexandre Aja, Grégory Levasseur et William Lustig
- Sociétés de production : Aja/Levasseur Productions et P2 Productions
- Société de distribution : Warner Bros. (France), IFC Midnight (États-Unis),
- Pays d'origine :  France et  États-Unis
- Langue originale : anglais
- Format : couleur – 2,35:1
- Genres : Thriller et slasher
- Durée : 89 minutes
- Dates de sortie :
  - Suisse : 6 juillet 2012 (Festival international du film fantastique de Neuchâtel)
  - Allemagne : 27 décembre 2012
  - France : 2 janvier 2013
- Classification :
  - MPAA : Unrated
  - CNC : Interdit aux moins de 16 ans avec avertissement

## Distribution
- Elijah Wood (VF : Alexandre Gillet): Frank Zito
- Nora Arnezeder (VF : elle-même) : Anna
- Liane Balaban (VF : Véronique Picciotto) : Judy
- America Olivo (VF : Noémie Kocher) : Angela Zito, la mère de Frank
- Joshua De La Garza (VF : Yoann Sover) : Martin Nunez
- Jan Broberg (VF : Martine Meirhaeghe) : Rita
- Sammi Rotibi (VF : David Krüger) : Jason
- Genevieve Alexandra (VF : Adeline Pierrard) : Jessica
- Megan Duffy (VF : Léa Gabriele) : Lucie
- Sal Landi : le chef de la police
- Zoe Aggeliki : Jenna (non créditée)

Sources et légendes : Version française (VF) sur AlloDoublage, RS Doublage et Voxofilm

## Production

### Attribution des rôles
En novembre 2011, Elijah Wood est choisi pour incarner le tueur en série nommé Frank Zito.

### Tournage
Le tournage s'est terminé fin décembre 2011 à Los Angeles où se déroule l'action du film.

### Musique
En dehors de la musique du compositeur et chanteur Rob, la bande originale de Maniac comporte un hommage en forme de clin d'œil au Silence des agneaux : en effet, une des victimes du tueur en série Frank Zito lui fait écouter chez elle, sur disque vinyle, le morceau Goodbye horses, de Q Lazzarus (single à l'esthétique new wave, de 1988, qui servait de musique de fond au strip-tease hallucinant du tueur Buffalo Bill dans le Silence des agneaux), peu avant d'être sauvagement assassinée.

## Accueil

### Box-office
Le film a réalisé un peu plus de 380 000 entrées en Europe, dont 147 528 en Russie et 123 060 en France. Il n'est sorti que de façon limitée aux États-Unis.

### Critique
Le film recueille 51 % de critiques positives, avec une note moyenne de 5,1/10 et sur la base de 71 critiques collectées, sur le site internet Rotten Tomatoes. Sur Metacritic, il obtient un score de 47/100 sur la base de 18 critiques collectées. Sur Allociné, les critiques de la presse sont très partagées, avec des critiques aussi bien très positives (L'Écran fantastique, Mad Movies) que très négatives (Libération, Studio Ciné Live), une note moyenne de 3,1/5 étant attribuée au film sur la base de 19 critiques collectées.